# Ossidasi
Un'ossidasi è un enzima che catalizza una reazione di ossidazione, ovvero il trasferimento di elettroni ad una molecola accettrice.
Le ossidasi sono di fatto ossidoreduttasi in quanto nella reazione di ossidoriduzione tra due specie, se una si ossida, l'altra si riduce. La nomenclatura sistematica si basa sulla natura dell'accettore. Il nome raccomandato per gli enzimi delle reazioni di ossidoriduzione è deidrogenasi, mentre ossidasi è utilizzato laddove l'accettore è l'ossigeno molecolare (O2).
Le ossidasi sono ampiamente diffuse sia nel mondo vegetale sia nel mondo animale.